# Sonny & Cher

Sonny & Cher w Hollywood Walk of Fame

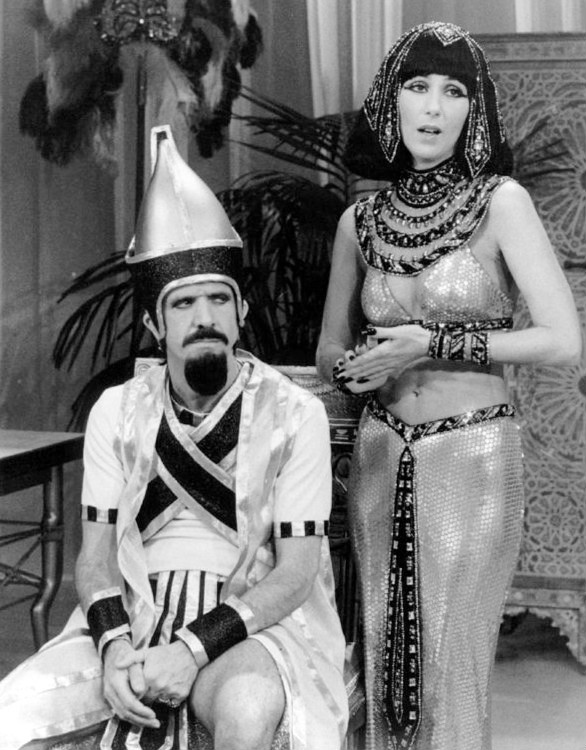
Scena zThe Sonny and Cher Show, 1977 rok

Sonny & Cher – amerykański duet, tworzony przez małżeństwo Sonny’ego Bono i Cher, działający w latach 1964–1977. Para rozpoczęła karierę w połowie lat 60. w chórkach u producenta muzycznego Phila Spectora.

## Historia
Cherilyn Sarkisian po raz pierwszy spotkała Salvatore Bono w kawiarni w Los Angeles w listopadzie 1962 roku, kiedy miała szesnaście lat. Jedenaście lat starszy od niej Bono pracował dla producenta nagrań Phila Spectora w Gold Star Studios w Hollywood i namówił pracodawcę do zatrudnienia Cher. Para rzekomo pobrała się w 1964 roku, jednak faktycznie zostali małżeństwem po urodzeniu ich jedynego dziecka Chastity. Za sprawą Bono, Cher zaczęła pracować jako wokalistka sesyjna i nagrała covery kilku klasycznych nagrań Spectora.
Sonny & Cher zyskali sławę dzięki dwóm przebojowym piosenkom z 1965 roku  „Baby Don’t Go” i „I Got You Babe”. Po podpisaniu kontraktu z Atco/Atlantic Records, wydali trzy albumy studyjne, a także nagrali ścieżki dźwiękowe do dwóch nieudanych filmów, Good Times i Chastity. W 1972 roku, po trzech latach przerwy, para powróciła do studia i wydała dwa kolejne albumy pod szyldem wytwórni MCA/Kapp Records.
W latach siedemdziesiątych stali się także osobowościami medialnymi, występując w dwóch topowych programach telewizyjnych w Stanach Zjednoczonych, The Sonny & Cher Comedy Hour i The Sonny & Cher Show. Kariera pary w duecie zakończyła się w 1975 roku po ich rozwodzie. W czasie lat działalności, które spędzili razem, Sonny i Cher sprzedali ponad 40 milionów płyt na całym świecie.
Cher po zakończeniu aktywności duetu, występując pod pierwszym pseudonimem rozwinęła udaną karierę solowej piosenkarki i aktorki, podczas gdy Sonny Bono został  wybrany do Kongresu jako republikański członek Izby Reprezentantów z Kalifornii. 15 maja 1998 roku Sonny & Cher zostali wprowadzeni na Hollywood Walk of Fame, po śmierci Sonny’ego w wypadku narciarskim.

## Filmografia
Film
- Wild on the Beach (1965)
- Good Times (1967)

Telewizja
- The Man from U.N.C.L.E. (1967)
- The Sonny & Cher Nitty Gritty Hour (1970)
- The Sonny & Cher Comedy Hour (1971–1974)
- The Sonny Comedy Revue (1974)
- The Cher Show (1975–1976)
- The Sonny & Cher Show (1976–1977)
- Sonny and Me: Cher Remembers (1998)

## Dyskografia

### Albumy studyjne
- Look at Us (1965)
- The Wondrous World of Sonny & Chér (1966)
- In Case You're in Love (1967)
- All I Ever Need Is You (1972)
- Mama Was a Rock and Roll Singer, Papa Used to Write All Her Songs (1973)